# Vâlsănești, Argeș
Vâlsănești este satul de reședință al comunei Mușătești din județul Argeș, Muntenia, România.